# The Last Man on Earth
The Last Man on Earth és una pel·lícula de terror i ciència-ficció italo-nord-americana del 1964, dirigida per Ubaldo Ragona i Sidney Salkow i protagonitzada per Vincent Price. La història està basada en la novel·la Sóc llegenda de Richard Matheson, qui va ajudar a escriure el guió amb el pseudònim "Logan Swanson". Els altres guionistes van ser William Leicester, Furio M. Monetti i Ragona. És la primera adaptació cinematogràfica de la famosa novel·la de Matheson.

## Argument
Robert Morgan (Vincent Price) és un supervivent que viu en un món post-apocalíptic. Els carrers de la ciutat on viu estan deserts, amb excepció d'alguns cadàvers que jeuen a terra. Porta prop de tres anys vivint sol, refugiant-se d'uns vampirs que només poden sortir de nit. Per protegir sa casa instal·la all i espills en les portes. Tots els dies segueix la mateixa rutina, examinant la ciutat a la recerca de les criatures, que durant el dia dormen allunyades de la llum del sol. Morgan aprofita els períodes de llum per matar-los clavant-los estaques, i cremant posteriorment els seus cossos, però el procés és lent. La seua rutina diària finalitza en fer-se fosc, quan torna a casa i s'amaga de les criatures.
Una nit té un racconto, en el qual es mostra la vida de Morgan abans de la plaga que ha arrasat al món. En aquell moment era un científic i estava casat amb una dona anomenada Virgínia (Emma Danieli), amb qui tenia una filla, Kathy (Christi Courtland), de set anys. Morgan treballava per al Dr. Mercer (Umberto Raho), en un laboratori on s'estava investigant un virus mortal que es transmetia per aire. La seua filla i la dona van ser infectades posteriorment. El seu company de laboratori, Ben Cortman (Giacomo Rossi-Stuart), creia que el virus convertia a les persones en criatures similars als vampirs, la qual cosa explicaria que els cossos dels morts foren cremats per les autoritats en comptes d'enterrats. No obstant això, Morgan no es va creure la teoria. Tant la seua filla com la seua esposa van morir producte del virus; la primera va ser cremada per les autoritats juntament amb la resta dels cadàvers, mentre que la segona va ser enterrada pel mateix Morgan en secret. La mateixa nit, Virginia va tornar a la vida i va tornar a casa, atacant en Morgan.
Després del racconto, Morgan troba un gos ferit, el qual adopta per a que li faci companyia. No obstant això, després d'analitzar la sang del gos, Morgan descobreix que està infectat amb el virus, i el mata. Mentre enterra l'animal, el científic descobreix una dona anomenada Ruth (Franca Bettoia), el primer ésser humà que veu en anys. A la casa, Morgan nota que Ruth és al·lèrgica a l'all, un dels símptomes del virus, però la dona li explica que simplement té l'estómac feble. El científic posteriorment li revela que ell creu ser immune al virus, ja que mentre treballava a Panamà alguns anys abans, va ser mossegat per una ratapenada infectada, la qual cosa, al seu parer, va enfortir el seu sistema immunitari.
Més tard, Morgan descobreix que Ruth estava realment infectada, però que gràcies a una vacuna ella va poder evitar que el virus es multiplicara. La dona li revela a més que hi havia uns altres supervivents, també infectats, però que s'havien mantingut gràcies a les vacunes. Els supervivents li tenien por a Morgan, ja que ell s'havia desfet dels cossos dels seus sers estimats, molts dels quals encara estaven vius. Ruth treu una arma, però és incapaç de disparar-li.
Morgan realitza una transfusió de la seua pròpia sang a Ruth, traspassant-li part dels seus anticossos i guarint-la. Ella li adverteix que el grup de supervivents al que pertany arribarà a qualsevol moment per a atrapar-lo, però el científic es nega a eixir de la casa. Quan els supervivents arriben el persegueixen fins a una església, on és ferit de mort. Agonitzant, Morgan titlla als supervivents de mutacions i fenòmens, i és travessat per una estaca de metall. Ruth arriba al lloc i el sosté entre els seus braços mentre ell mor.

## Repartiment
- Vincent Price com a Dr. Robert Morgan
- Franca Bettoia com Ruth Collins.
- Emma Danieli com Virginia Morgan.
- Giacomo Rossi-Stuart com Ben Cortman.
- Umberto Raho com a Dr. Mercer
- Christi Courtland com Kathy Morgan.
- Antonio Corevi com a Governador.
- Ettore Ribotta com a Reporter.

## Producció
The Last Man on Earth va ser la primera adaptació cinematogràfica de la novel·la Sóc llegenda, de Richard Matheson. Matheson va participar com a guionista a la pel·lícula, però demanà figurar als crèdits amb un pseudònim, Logan Swanson, ja que no estava d'acord ni amb els canvis fets ni amb el paper de Vincent Price com a protagonista.
Encara que està ambientada a Los Angeles, la pel·lícula va ser rodada a Roma.

## Recepció
Encara que al principi no va ser considerada un èxit, la pel·lícula va anar adquirint una millor reputació conforme passava el temps. La pel·lícula posseeix un 73 % de comentaris "frescos" en el lloc web Rotten Tomatoes, basat en un total de 15 crítiques. Jerry Renshaw del periòdic The Austin Chronicle es va referir al film com "un esgarrifós estudi sobre la solitud", destacant a més l'actuació de Vincent Price. Jeff Stafford, en un article per Turner Classic Movies, va sostenir que "Morgan no és un supervivent heroic sinó un home que està deprimit, esgotat i en perill de perdre la seua pròpia humanitat. Price transmet això en una interpretació subtil que està lliure de la seua habitual teatralitat exagerada".
Jonathan Rosenbaum, per contra, va escriure: "Alguns podrien considerar esta versió com millor que el remake de 1971 amb Charlton Heston, The Omega Man, però això no és cap èxit". Steve Biodrowski de Cinefantastique va destacar la fidelitat de l'adaptació, però va criticar alguns aspectes com el seu baix pressupost i el doblatge d'algunes escenes.